# Akira Emoto
Akira Emoto (柄本 明 Emoto Akira?) es un actor japonés nacido en Chuo, Tokio. 

## Carrera
En 1999, ganó el Premio de la Academia Japonesa al Mejor Actor por su actuación en el Kanzo sensei. También ganó el premio al mejor actor de reparto en el Séptimo Premio de Cine Hochi por Dotonborigawa y Otoko wa Tsurai yo: Torajirō Ajisai no Koi.

## Filmografía seleccionada
| Año  | Título                                          | Papel                       | Notas           |
| ---- | ----------------------------------------------- | --------------------------- | --------------- |
| 1980 | Hippocrates-tachi                               | Katō                        |                 |
| 1981 | Sailor-fuku to kikanjū                          | Kuroki                      |                 |
| 1982 | Dotonborigawa                                   | Ishizuka                    |                 |
| 1982 | Otoko wa Tsurai yo: Torajirō Ajisai no Koi      | Kondō                       |                 |
| 1982 | Giwaku                                          | Shigekazu Akitani           |                 |
| 1983 | Amagi Goe                                       |                             |                 |
| 1984 | Kesho                                           | Kikuo Tsutano               |                 |
| 1984 | Location                                        | Konno                       |                 |
| 1985 | Capone ōi ni naku                               | Ushiemon                    |                 |
| 1985 | Ikite mitai mō ichido: Shinjuku Basu Hōka Jiken | Hirofumi Maruyama           |                 |
| 1985 | Nidaime wa Christian                            | Detective Kumashiro         |                 |
| 1986 | Kinema no Tenchi                                | Director Saeki              |                 |
| 1987 | Bedtime Eyes                                    | Ooguro                      |                 |
| 1987 | Saraba itoshiki hito yo                         | Shoji Kato                  |                 |
| 1988 | Tenshi no Harawata: Akai Memai                  | Yakuza                      |                 |
| 1988 | Kimurake no Hitobito                            | Shinichi Amemiya            |                 |
| 1988 | Tonkō                                           |                             |                 |
| 1989 | Otoko wa Tsurai yo: Torajirō Kokoro no Tabiji   | Heiba Sakaguchi             |                 |
| 1990 | Uchū no hōsoku                                  | Nagayama                    |                 |
| 1991 | Bakumatsu Junjoden                              | Katsura Kogorō              |                 |
| 1992 | Shiko funjatta                                  | Professor Tokichi Anayama   |                 |
| 1993 | Ahiru no Uta ga Kikoete kuru yo                 | Ryosuke Kaji                |                 |
| 1994 | Natsu no niwa                                   | Nagatomo                    |                 |
| 1994 | Godzilla vs. SpaceGodzilla                      | Major Akira Yuki            |                 |
| 1995 | Maborosi                                        | Yoshihiro                   |                 |
| 1996 | Shall We Dansu?                                 | Toru Miwa                   |                 |
| 1996 | Tsuribaka Nisshi 8                              | Yukawa                      |                 |
| 1997 | La anguila                                      | Tamotsu Takasaki            |                 |
| 1998 | Doctor Akagi                                    | Dr. Fuu Akagi               | Lead role       |
| 1999 | Kaizokuban Bootleg Film                         | Tatsuo                      |                 |
| 2000 | Another Heaven                                  |                             |                 |
| 2000 | The City of Lost Souls                          | Kuwata                      |                 |
| 2001 | Turn                                            | Matsubara                   |                 |
| 2001 | Waterboys                                       | Mama-san                    |                 |
| 2001 | Onmyoji                                         | Fujiwara no Motokata        |                 |
| 2002 | KT                                              | Hiroshi Uchiyama            |                 |
| 2002 | 11'09"01 - September 11                         |                             | segment "Japan" |
| 2003 | La lechuza (Owl)                                |                             |                 |
| 2003 | Makai Tensho                                    |                             |                 |
| 2003 | Zatōichi                                        | Tavern Owner Pops           |                 |
| 2003 | Drugstore Girl                                  | Nabeshima                   |                 |
| 2004 | Zebraman                                        | Kani-Otoko                  |                 |
| 2004 | Lakeside Murder Case                            | Tomoharu Fujima             |                 |
| 2005 | Tetsujin 28                                     |                             |                 |
| 2005 | La Gran Guerra Yokai (The Great Yokai War)      | Granjero                    |                 |
| 2005 | Scrap Heaven                                    |                             |                 |
| 2006 | Japan Sinks                                     | Prof. Fukuhara              |                 |
| 2006 | Kiraware Matsuko no Isshō                       | Kozo Kawajiri               |                 |
| 2006 | The Go Master                                   | Kensaku Segoe               | Chinese film    |
| 2007 | Tōkyō Tower ~ okan to boku to, tokidoki, oton ~ | Doctor                      |                 |
| 2007 | Mōryō no Hako                                   | Koshiro Mimasaka            |                 |
| 2008 | Gururi no koto                                  |                             |                 |
| 2008 | Tsukiji Uogashi Sandaime                        | Shojiro Sanada              |                 |
| 2008 | Ishiuchi Jinjo Koto Shogakko: Hana wa chiredomo | Yoshio Ichikawa             |                 |
| 2008 | Ikigami                                         | Counselor                   |                 |
| 2008 | Asahiyama Dobutsuen Monogatari                  | Itsuro Usui                 |                 |
| 2008 | Ichi                                            | Takeshi Hyoue               |                 |
| 2008 | Happy Flight                                    | Etsuko's father             |                 |
| 2008 | Riaru Onigokko                                  | Doctor                      |                 |
| 2009 | Rain Fall                                       | Tatsu Ishikura              |                 |
| 2009 | John Rabe                                       | General Iwane Matsui        |                 |
| 2009 | Yomei Ikkagetsu no Hanayome                     | Teishi Nagashima            |                 |
| 2010 | Akunin                                          |                             |                 |
| 2010 | Raiou                                           | Kakunoshi Enokido           |                 |
| 2010 | Ichimai no hagaki                               | Ykichi Morikawa             |                 |
| 2010 | Haru to no Tabi                                 |                             |                 |
| 2010 | Kokō no Mesu                                    |                             |                 |
| 2011 | Antoki no Inochi                                |                             |                 |
| 2011 | Rengō Kantai Shirei Chōkan: Yamamoto Isoroku    | Mitsumasa Yonai             |                 |
| 2011 | Denjin Zaborgar                                 | Dr. Akunomiya               |                 |
| 2011 | Ninja Kids!!!                                   | Usetake ninja Choro         |                 |
| 2011 | Kamisama no Karute                              |                             |                 |
| 2012 | Ace Attorney                                    | The Judge                   |                 |
| 2013 | Yurusarezaru Mono                               | Kingo Baba                  |                 |
| 2014 | 0.5 mm                                          |                             |                 |
| 2015 | Tenkū no Hachi                                  |                             |                 |
| 2015 | Kishibe no Tabi                                 |                             |                 |
| 2016 | Shippu Rondo                                    |                             |                 |
| 2016 | Shin Godzilla                                   | The Chief Cabinet Secretary |                 |
| 2016 | Gosaigyō no Onna                                |                             |                 |
| 2017 | Survival Family                                 | Shigeomi Sasaki             |                 |
| 2017 | Nariyuki na Tamashii                            |                             |                 |
| 2017 | Mukoku                                          | Seppō Mitsumura             |                 |
| 2017 | Yoaketsugeru Rū no Uta                          |                             | voice           |
| 2018 | Evil and the Mask                               | Detective Aida              |                 |
| 2018 | Recall                                          | Nomura                      |                 |
| 2018 | Konya, Romansu Gekijo de                        | Tadashi Honda               |                 |
| 2018 | Manbiki Kazoku                                  |                             |                 |
| 2018 | Oz Land                                         | Miyagawa                    |                 |
| 2019 | Rakuen                                          | Gorō Fujiki                 |                 |
| 2019 | Inemuri Iwane                                   |                             |                 |
| 2019 | Aru Sendou no Hanashi                           |                             | Lead role       |

## Televisión
| Año     | Título                                     | Papel               | Notas                  |
| ------- | ------------------------------------------ | ------------------- | ---------------------- |
| 2006    | Kōmyō ga Tsuji                             | Toyotomi Hideyoshi  | Drama Taiga            |
| 2009-11 | Saka no Ue no Kumo                         | Nogi Maresuke       |                        |
| 2012-17 | Furusato Saisei: Nippon no Mukashi Banashi | Narrador            |                        |
| 2017    | A LIFE～Kanashiki Hito ～                  | Toranosuke Danjō    |                        |
| 2017    | Frankenstein no Koi                        | Toshifumi Tsurumaru |                        |
| 2017    | Gin to Kin                                 |                     |                        |
| 2018    | Segodon                                    | Ryu Samin           | Drama Taiga            |
| 2018    | Good Doctor                                | Akira Shiga         |                        |
| 2019    | Suna no Utsuwa                             |                     | Película de televisión |

## Honores
- Medalla con cinta morada (2011)